# Snödbergstjärnen
Snödbergstjärnen är en sjö i Älvsbyns kommun i Norrbotten och ingår i Piteälvens huvudavrinningsområde. Sjön har en area på 0,134 kvadratkilometer och ligger 188,5 meter över havet. Snödbergstjärnen ligger i Piteälven Natura 2000-område.

## Delavrinningsområde
Snödbergstjärnen ingår i det delavrinningsområde (729998-173172) som SMHI kallar för Utloppet av Kisträsket. Medelhöjden är 154 meter över havet och ytan är 17,06 kvadratkilometer. Det finns inga avrinningsområden uppströms utan avrinningsområdet är högsta punkten. Vattendraget som avvattnar avrinningsområdet har biflödesordning 2, vilket innebär att vattnet flödar genom totalt 2 vattendrag innan det når havet efter 59 kilometer. Avrinningsområdet består mestadels av skog (68 procent). Avrinningsområdet har 0,92 kvadratkilometer vattenytor vilket ger det en sjöprocent på 5,4 procent.